# Johnny Lozada
Johnny Lozada Correa (Caguas, Puerto Rico,  21 de diciembre de 1967) es un actor de telenovelas y cantante puertorriqueñoestadounidense que perteneció al grupo Menudo y más tarde a Proyecto M, años después se lanzó como solista y volvió a reencontrarse con sus compañeros de antes conformando parte integrante de El Reencuentro.

## Biografía
Johnny Lozada Correa nació en Caguas, Puerto Rico en la Clínica San Rafael. Él es el único hijo de Ramón Lozada y Aracelis Correa.

## Carrera
En 1978 después de asistir a una fiesta de cumpleaños de Óscar Meléndez el productor y dueño de Menudo Edgardo Díaz le pide a Johnny pertenecer al grupo Menudo, de ahí hasta principios de 1984 forma parte de la agrupación juvenil más famosa de Latinoamérica, fue miembro de la llamada "época de oro" siempre se caracterizó por su sonrisa y su habilidad para bailar, 

Generaciones más importantes de Menudo

En 1984 al salir de la boyband Menudo es reemplazado por Robby Rosa, a su salida del grupo toma un descanso de la fama y un año después llega Su éxito como solista, se le recuerda el tema "Gitano" que lanzó a principios de 1985. A finales de 1985 colaboró junto a la cantante mexicano-estadounidense Tatiana, con 2 temas musicales titulado "Cuando estemos juntos" y "Detente" del segundo álbum de la artista Chicas de hoy como parte de la campaña de paternidad responsable en Latinoamérica, como era de esperarse ambos temas se colocaron el los numero 1 en casi todos los países de Hispanoamérica. 
Años después forma en conjunto con René Farrait y Xavier Serbía (posteriormente integrado por Ray Reyes ) el grupo Proyecto M con quien permanece hasta principios de los 90, en el 98 de reúne con los elementos más significativos y recordados del grupo menudo para revivir el fenómeno, ahora llamado "El reencuentro" con quien recorren parte de EE. UU. y todo Latinoamérica en una exitosa gira, a principios de los 2000 participa en 2 telenovelas Mexicanas  Amigas y Rivales como "Jhonny" a lado de colegas como  Ludwika Paleta Angélica Vale,  Adamari Lopez y Gabriel Soto, después a mediados de la década participa en otra exitosa novela de Televisa llamada Conplices al rescate con otros actores de renombre incluyendo a Belinda , a finales de noviembre de 2008 Johnny viajó a Ecuador para grabar la canción Amigos (de Álex Campos) junto a varios cantantes y actores ecuatorianos, invitado por la presentadora de TV Mariela Viteri, quien cada Navidad graba un CD en beneficio de los más necesitados, este año los fondos recaudados serán para Fundación Cariño, institución dedicada a la rehabilitación integral de niños con desnutrición. Johnny hizo una pausa a la grabación de su nuevo reality Chef de supermercado para viajar a Guayaquil y en una madrugada grabar la canción. "Por los niños, lo que sea", afirmó. En 2004 hizo su debut en teatro en la Cd. de México al lado de: Macaria, Raquel Garza, Alan (Magneto), Sharis Cid y Miguel Garza. Actualmente es presentador de la cadena Univision del programa (Despierta América). En uno de sus programas, entrevistó a los cantantes españoles como Ana Torroja, exvocalista de Mecano y Miguel Bosé. Tras el lanzamiento de un álbum de ambos artistas titulado Girados en concierto en 2000. Johnny Lozada continuó su tour con el El Reencuentro hasta 2015 también como actuar en teatro. Él a trabajado en comedias como 'Al aire y Manos quietas.

## Presentador de televisión
En 2010 Johnny Lozada se incorporó al programa de Sal y Pimienta, después de dos años dejó el show para ser presentador en ¡Despierta América! y en diciembre de 2016 anuncio que dejaría ¡Despierta América!. En febrero de 2017 se incorporó al elenco de Pequeños Gigantes USA. En julio 30 de 2018 incorporó al programa puertorriqueño Lo Se Todo remplazando a Pedro Juan Figueroa.

## Vida personal
Johnny Lozada está casado con Sandy Meléndez desde 1992 y tienen 4 hijos. Johnny Lozada tiene un hijo adoptado llamado Felipe Lozada.

## Cine
| Año  | Película                    | Personaje | Director                   |
| ---- | --------------------------- | --------- | -------------------------- |
| 1982 | Menudo: La Pelicula         |           | Alfredo Anzola             |
| 1982 | Una aventura llamada Menudo | Johnny    | Orestes Trucco             |
| 2006 | I Love Miami                | Carlitos  | Alejandro González Padilla |
| 2007 | Manuela and Manuel          | Ramón     | Raúl Marchand Sánchez      |

## Televisión
| Año       | Título                | Personaje        | Notas                                         |
| --------- | --------------------- | ---------------- | --------------------------------------------- |
| 1981      | Quiero ser            | Jhonny           |                                               |
| 1982      | Es por amor           | Johnny           |                                               |
| 1983      | Silver Spoons         | Johnny           |                                               |
| 1988      | Alba Marina           |                  |                                               |
| 1995      | Señora Tentación      |                  |                                               |
| 2001      | Amigas y rivales      | Johnny Trinidad  | Protagonista                                  |
| 2002      | Cómplices al rescate  | Sebastián Solasi | Co-protagonista                               |
| 2004-2005 | Misión S.O.S.         | Gonzalo Ortega   | Episodio 1                                    |
| 2019      | ¿Quién es la máscara? | "Ciervo"         | 1° Eliminado                                  |
| 2022      | Reto 4 elementos      | El mismo         | Invitado especial para cenar con su hijo Jahn |
| 2023      | Top Chef VIP          | El mismo         | Concursante                                   |

## Discografía
- Invítame (1984)